# لورا بريدجمان
لورا ديوي لين بريدجمان (21 ديسمبر 1829 - 24 مايو 1889) هي أول طفلة أمريكية صماء حصلت على تعليم عالي في اللغة الإنجليزية، قبل أكثر من خمسين عامًا من هيلين كيلر.  وقد أصبحت بردجمان كفيفة وصماء في سن الثانية بعد إصابتها بنوبة الحمى القرمزية. تلقت تعليمها في معهد بيركنز للمكفوفين، حيث تعلمت تحت إشراف صامويل غريدلي هاو، القراءة والتواصل باستخدام طريقة برايل والحروف الأبجدية اليدوية التي طورها تشارلز ميشيل دي لوبيه.لعدة سنوات، اكتسبت بريدجمان مكانة شهيرة عندما التقى بهاتشارلز ديكنز خلال جولته الأمريكية عام 1842، وكتب عن إنجازاتها في كتابه: ملاحظات أمريكية American Notes. لكن شهرة بيرغمان لم تدم طويلاً، وقضت ما تبقى من حياتها في غموض نسبي، معظمها في معهد بيركنز، حيث أمضت وقتها في الخياطة وقراءة الكتب المطبوعة بطريقة بريل.

## نشأتها
ولدت لورا بريدجمان في هانوفر، نيو هامبشاير، وهي الابنة الثالثة لدانييل بريدجمان، وهو مزارع معمداني، وزوجته هارموني، ابنة كوشمان داونر، وحفيدة جوزيف داونر، أحد المستوطنين الخمسة الأوائل (1761) ثيتفورد، (فيرمونت). كانت لورا رضيعة حساسة، صغيرة ومتهالكة، وعانت من التشنجات حتى بلغت الثامنة عشرة من العمر. أُصيبت عائلتها بالحمى القرمزية عندما كانت لورا في الثانية من عمرها. أدى المرض إلى قتل شقيقتَيْن كبيرتين وتركها صماءً وكفيفة كما فقدت حاسة الشم والتذوق. على الرغم من أنها استعادت صحتها تدريجياً، إلا أنها بقيت صماء وكفيفة. أبقت والدة لورا ابنتها أنيقة وحسنة المظهر كما وأظهرت عاطفة تجاهها، لكن لورا لم تحظ باهتمام كبير من بقية أفراد عائلتها، بما في ذلك والدها الذي حاول في بعض الأحيان «أن يخيفها لتمتثل إلى طاعة الأوامر» عن طريق خبط قدمه بشدة على الأرض كي تفزعها الاهتزازات الناتجة من وقع أقدامه. وكان صديقها المقرب - وهو رجل من عائلة بريدجمان مصاب باختلال عقلي - طيبا، اسمه آسا تيني، وقد أسندت له لورا الفضل في جعل طفولتها سعيدة. كان تيني نفسه يعاني نوعا من اضطراب اللغة التعبيري، وكان يتواصل مع لورا بالإشارات. كان يعرف أمريكان أصليين استخدموا لغة الإشارة (على الأرجح أنها لغة أبيناكي Abenaki التي تستخدم لغة إشارة السهول الهندية)، وبدأ بتعليم لورا كيفية التعبير عن نفسها باستخدام هذه الإشارات عندما تم إرسالها إلى المدرسة.

## التعليم في مدرسة بيركنز

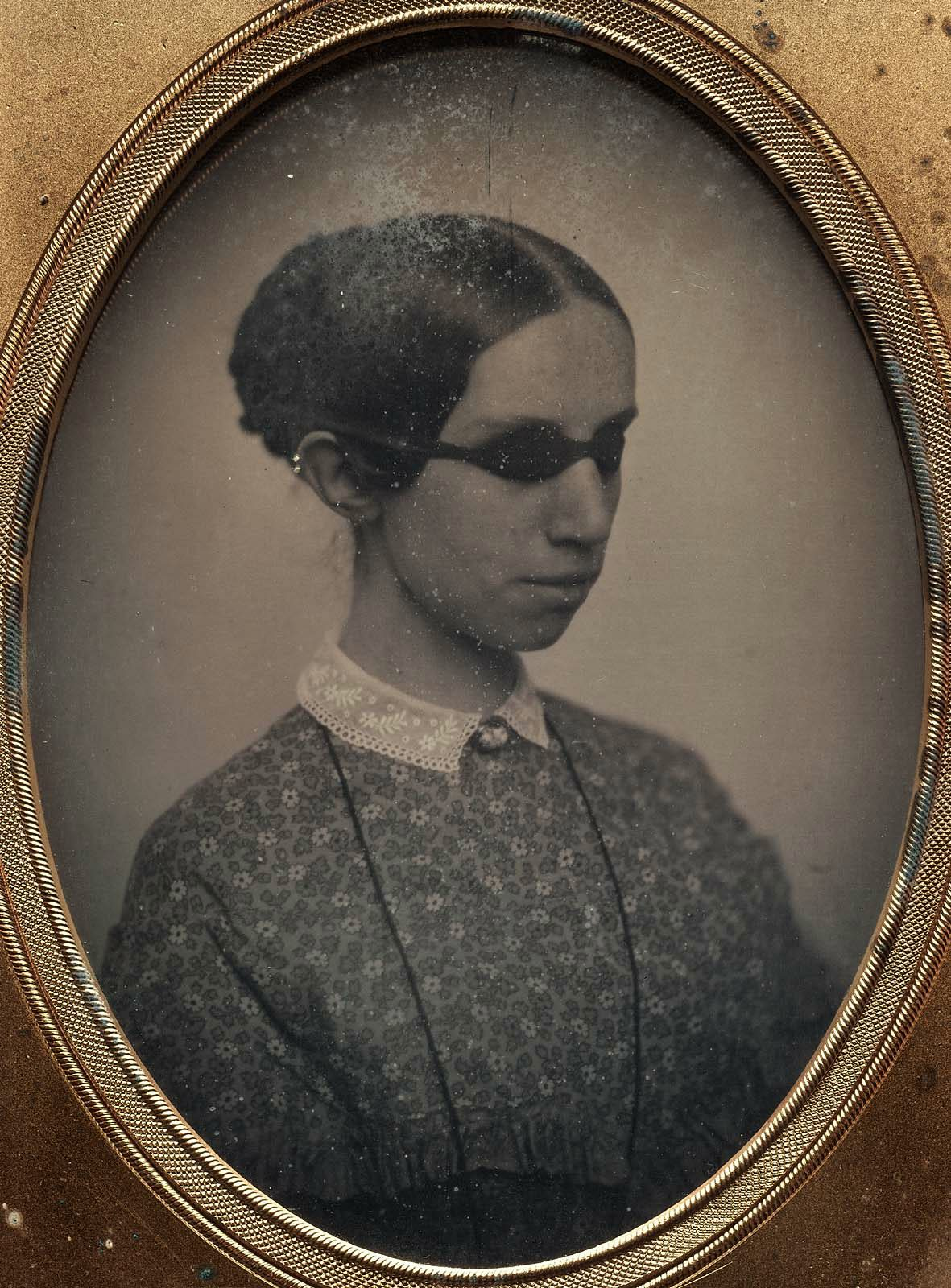
لوارا عام 1855

في عام 1837، شاهد جيمس باريت من كلية دارتموث لورا بريدجمان وتحدث عن حالتها إلى الدكتور روبن موسي، رئيس قسم الطب. زار موسي منزل بريدجمان ووجد لورا فتاة حنون وذكية، والتي على الرغم من إعاقاتها الشديدة، يمكن أن تؤدي المهام المنزلية الأساسية مثل الخياطة وإعداد المائدة. أرسل موسي حسابًا إلى الدكتور صموئيل جريدلي هاو، مدير مؤسسة بيركنز للمكفوفين في بوسطن، الذي كان شغوفا لتعليم الشابة بريدجمان، والتي دخلت المدرسة في 12 أكتوبر 1837، قبل شهرين من عيد ميلادها الثامن. كانت بريدجمان تشعر بالخوف والحنين إلى الوطن في البداية، ولكنها سرعان ما شكّلت تعلقا ببيت العائلة، الآنسة ليديا هول درو (1815-1887)، التي كانت أيضا أول معلمة لها في المدرسة.
التقى هاو مؤخراً بجوليا بريس، وهي ساكنة صماء في المدرسة الأمريكية للصم، والتي تواصلت بواسطة سلسلة من العلامات البدائية. ومع ذلك، فقد فشل مدرّسوها في تعليمها أساليب الاتصال الأكثر تقدمًا، مثل لغة الإشارة اللمسية. وضع هاو خطة لتعليم بريدجمان القراءة والكتابة من خلال وسائل اللمس - وهو الأمر الذي لم يحاول قط من قبل، على حد علمه. استندت خطة هاو إلى نظريات الفيلسوف الفرنسي دنيس ديدرو، والذي اعتقد أن حاسة اللمس يمكن أن تطور «وسيلة خاصة بها من اللغة الرمزية». في البداية استخدم هو ومساعدته ليديا هول درو الكلمات المطبوعة بأحرف بارزة، ثم تدرجوا إلى استخدام الأبجدية اليدوية التي تم التعبير عنها من خلال لغة الإشارة اللمسية. في النهاية، حصلت على تعليم ذو نطاق واسع. 
قام الدكتور هاو بتعليم بريدجمان كلمات باستخدام الحروف الفردية. تألفت تجربته الأولى من لصق الملصقات الورقية على العديد من الحاجيات الشائعة مثل المفاتيح والملاعق والسكاكين، مع طباعة أسماء الحاجيات بحروف بارزة. بعد ذلك، جعلها تتحسس الملصقات بنفسها، وتعلمت ربط الأحرف البارزة بالحاجيات المشار إليها. وأخيرا، تمكنت من إيجاد الملصق الصحيح الخاص لكل حاجة من كومة مختلطة. كانت المرحلة التالية هي منحها الأحرف الفردية وتعليمها دمجها لتهجئة الكلمات التي كانت تعرفها. تدريجيا، وبهذه الطريقة، تعلمت الأبجدية والأرقام العشرة. أظهرت العملية برمتها أن لديها ذكاء بشري، والذي كان يتطلب التحفيز فقط، وأصبح اهتمامها بالتعلم أكثر شدة كلما أحرزت تقدما. 
كرس هاو نفسه لتعليم بريدجمان ولم تذهب جهوده هباء إذ حققت بريدجمان نجاحات مستمرة. في 24 يوليو 1839 كتبت أول مرة اسمها بشكل مقروء. في العشرين من شهر يونيو عام 1840، حصلت على أول درس حسابي لها، وذلك بمساعدة لوحة معدنية مثقوبة بفتحات مربعة الشكل. وفي تسعة عشر يومًا، كان بإمكانها إضافة عمود من الأرقام يصل إلى ثلاثين. كانت سعيدة وفي صحة جيدة، وكان هاو يعاملها كابنته. عاشت في شقة المخرج مع هاو وأخته، جانيت هاو، حتى تزوج هاو من جوليا ورد في عام 1843.  بدأت قضيتها بالفعل تثير اهتمام العامة، وقصد آخرون الدكتور هاو لتلقي العلاج.

## شهرتها
منذ بداية عمل هاو مع بريدجمان، أرسل هاو تقارير عن تقدمها وعن استراتيجياته التعليمية إلى الصحف الأوروبية، والتي «قرأها الآلاف». زار تشارلز ديكنز المؤسسة في يناير 1842، وبعد ذلك كتب بحماسة في كتابه American Notes ملاحظات حول نجاح هاو مع بريدجمان. اقتبس ديكنز تقرير هاو عن تعليم بريدجمان:«إن مشاعرها الاجتماعية ومآسيها قوية جدا. وعندما تكون جالسة من أجل العمل، أو بجانب أحد أصدقائها الصغار، فإنها تنفصل عن مهمتها كل عدة لحظات، لتعانقهم وتقبلهم بجد ودفء مثير للعواطف. عندما تُترك وحدها، فإنها تشغل وتسلّي نفسها، وتبدو راضية تماماً. ويبدو أن العزم والصلابة هما النزعة الطبيعية في فكر تلك الفتاة حتى تكون قادرة على إتقان لغة عادة ما تكون هي وسيلتها لتناجي نفسها مستخدمة الأصابع، برغم كل ما اتسمت به عملية التعليم من بطء وملل. ولكنها لا تكون هادئة إلا عندما تكون وحدها؛ لأنه إذا أحست بوجود أي شخص بالقرب منها، ستبقى متململة إلى أن تتمكن من الجلوس بالقرب من ذلك الشخص، وتمسك بيده، وتتحدث معه بلغة الإشارة.»
بعد نشر كتاب ديكنز، نالت بريدجمان شهرة عالمية. آلاف الأشخاص قاموا بزيارتها في مدرسة بيركنز، "طلبوا تذكارات، وتتبعوا أخبارها في الصحف، وقرأوا لها الأناشيد في المجلات الإنجيلية ومجلات السيدات". في أيام السبت، كانت المدرسة مفتوحة للعامة. تجمعت الحشود لمشاهدة لورا تقرأ وتوضح المواقع على خريطة بأحرف مرفوعة. أصبحت لورا "متحمسة للغاية" من قبل هذه الأحداث، لكن أساتذتها كانوا قلقين لأن لورا عرفت أنها لفتت الانتباه أكثر من الطلاب الآخرين. في أواخر أربعينيات القرن التاسع عشر، قال هاو "ربما لا توجد ثلاث نساء عازبات لديهن أسماء معروفة على نطاق واسع أكثر من لورا بريدجمان، وليس هناك من أحد أثار هذا الكم من التعاطف والاهتمام. 

## سنوات المراهقة
عانت بريدجمان من سلسلة من الخسائر العاطفية خلال سنوات المراهقة وأوائل العشرينات. في عام 1841، تركت ليديا درو، أول معلمة للورا في مدرسة بيركنز، وظيفتها كمعلمة من أجل الزواج. استُبدلت ماري سويفت بدرو، وهي معلمة ممتازة، رغم أنها لم تكن محبوبة صراحة مع بريدجمان كما كانت درو. كما حاولت سويفت غرس أرائها الدينية في بريدجمان في تحدي مباشر لمبادئ هاو التوحيدية التي كانت شائعة حينها في إنجلترا الجديدة. وحدثت خسارة أكبر في مايو 1843 عندما تزوج هاو من جوليا وارد، وهي امرأة تبلغ من العمر 18 عامًا. تعامل هوي مع بريدجمان كإبنة، وكانت قد أحبته كأب. شعرت بالاكتئاب بسبب الانفصال المطوّل بعد الزواج - حيث استغرق شهر العسل في أوروبا 15 شهرًا – وأصبحت قلقة من أن هاو لم يعد يحبها الآن بعد زواجه.  وقد تحققت مخاوف بريدجمان عندما عاد الزوجان من شهر العسل في أغسطس 1844. إذا فقد هاو اهتمامه ببريدجمان، رغم أنه قام باللازم من أجل أن تتخد لنفسها منزلا في المدرسة مدى الحياة. لم تنشأ بريدجمان أبدا علاقة وثيقة مع جوليا وورد هاو، التي وفقا لبناتها، كانت تعاني من «نفور جسدي تجاه الشخص المختل أو المعتل» و «تشعر بالانقباض من المكفوفين وغيرهم من المعتلين الذين غالبًا ما كانت تصادفهم» بعد زواجها من هاو. تركت ماري سويفت المدرسة في مايو عام 1845 لتتزوج، تاركة بريدجمان دون أي توجيهات لعدة أشهر.عوضت سارة وايت - المعلمة الجديدة – بريدجمان عن الكثير من الخسائر التي تكبدتها في السنوات الأخيرة. كانت امرأة شابة لطيفة، متدينة، بدا عليها أنها خجولة، واقد انجذبت إليها بريدجمان على الفور. علّمت وايت بريدجمان المواد الأكاديمية التقليدية - الرياضيات والتاريخ والجغرافيا - ولكنها أيضًا خصصت الكثير من الوقت لكلتيهما للمشاركة في محادثات «الإصبع»، وهو أحد الأنشطة التي أحبتها بريدجمان كثيرا.  وبينما كانت وايت تولي رعاية كبيرة ببريدجمان، شعرت - بسبب وضعها «المشهور»- أنها تتمتع بميزات محظورة على الطلاب الآخرين. فقد كان لبيريدجمان غرفة خاصة، ونادرا ما كانت تختلط مع الطلاب الآخرين ما لم يدفعوا لها «اهتمام خاص». رأت وايت أيضا أن بريدجمان يمكن أن تكون عنيدة وسريعة الانفعال، وأنها تطلب الكثير من الرعاية العاطفية من معلمتها، إذ سرعان ما تصبح نكدة كلما أرادت وايت أن تمضي بعض الوقت وحدها. 
في عام 1845 في سن السادسة عشرة، طورت بريدجمان من مرض فقدان الشهية العصبي، حيث انخفض وزنها من 113 رطلا إلى 79 رطل. واعتبر هاو بصدق أن بريدجمان «تتفاعل مع العديد من الإهمال والخسائر التي تكبدتها»، واقترح أن تقوم بزيارة إلى عائلتها، والتي لم تتواصل معها إلا قليلا في السنوات الأخيرة. سافرت بريدجمان برفقة وايت، إلى مزرعة أسرتها الجديدة بنيوهامبشاير في يونيو / حزيران 1846. وقد استمتعت بشكل خاص بلم شملها مع أمها وأختيها ماري وكولينا، وأخيها أديسون، الذي كان قادراً على التواصل مع بريدجمان في لغة الإشارة. كما تم لم شملها مع صديقها القديم آسا تيني، الذي زارها مرارًا خلال إقامتها التي استمرت أسبوعين. وعلى الرغم من استئناف بريدجمان لتناول الطعام، فقد استمر سلوكها المتعنت والمزاجي في كثير من الأحيان. وكانت وايت المضطربة، تدرك أن قليل من الناس سوف يتحملون مثل هذا السلوك من امرأة بالغة. 
غادرت وايت مدرسة بيركنز في نوفمبر 1850، بعد أن أمضت خمس سنوات كمدرسة ورفيقة لبريدجمان. كانت وايت مخطوبة لمبعوث ديني (مبشر)، جورج بوند. وبعد زواجهما، خطط الزوجان للسفر إلى جزر ساندويتش (هاواي). توسلت بريدجمان لكي تذهب معهما وتعمل لدى وايت كمدبرة منزل، ولكن في النهاية، ذهبت وايت بدونها، تاركة بريدجمان دون أي صديق أو رفيق أو معلم ليواسيها.

## ديانتها
ومع عدم توفر ما يواسي بريدجمان من العوامل الخارجية، انتقلت بريدجمان إلى العوامل الدخلية التي تتمثل بالصلاة والتأمل. احتضنت في نهاية المطاف ديانة عائلتها المعمدانية وتم تعميدها في يوليو 1852. بدأت من وقت لآخر في كتابة قصائد تعبدية، أفضل ما عرف منها قصيدة «البيت المقدس»: الجنة هي بيت مقدس.
البيت المقدس موجود من الأزل
دائم للأبد دائمًا
البيت المقدس هو الخلاصة
البيت المقدس يجب أن يدوم
إلى الأبد...
كانت بريدجمان تخاف من الموت، لكنها رأت الجنة «مكانًا قد تبدد فيه هذه المخاوف إلى الأبد».

## شبابها
انتهى التعليم الرسمي لبريدجمان عندما غادرت وايت المدرسة في عام 1850. عادت إلى نيو هامبشاير، ولبعض الوقت، استمتعت بعودتها إلى عائلتها. ومع ذلك، فقد كانت تشعر بالحنين إلى المدرسة وعاد فقدان الشهية لها في النهاية. عندما علم هاو أن صحة بريدجمان كانت تتدهور بسرعة، أرسل معلمة، ماري بادوك، إلى منزل بريدجمان لإعادة طالبته السابقة إلى المدرسة. تحسنت صحة بريدجمان بشكل تدريجي، وعلى الرغم من أنها استقبلت زائرين من حين لآخر، فقد نسيها الجمهور بشكل كبير. شغلت نفسها بكتابة رسائل إلى والدتها وعدد قليل من الأصدقاء - بقيت بريدجمان على اتصال مع ماري سويفت وساره وايت - وبالخياطة، وقراءة الكتاب المقدس بطريقة برايل، وبالحفاظ على غرفتها نظيفة بشكل دقيق. كسبت القليل من المال، حوالي 100 دولار في السنة، من بيعها لمفارشها الكروشيه، وحافظاتها، ومناديلها المطرزة، لكنها كانت تعتمد في المقام الأول على المدرسة لتزويدها بالغرفة والمجلس.

عاشت بريدجمان حياة هادئة وخالية من الأحداث إلى حد ما في المدرسة. لم تصبح أبداً مدرسة متفرغة، ولكنها ساعدت الفتيات الشابات المكفوفات في دروس الخياطة حيث كانت تعتبر «صبورة ولكن متطلبة». وفي عام 1872، كانت هناك العديد من المنازل الريفية (كل منها تحت مظلة) للمكفوفين. تمت إضافة الفتيات إلى حرم بيركنز، وتم نقل بريدجمان من المنزل الكبير للمؤسسة إلى أحد هذه المنازل. ولأنها كانت تحرص دائما على التواصل مع شخص ما بلغة الإشارة، صادقت آن سوليفان عندما تقاسموا كوخ في أوائل الثمانينات من القرن التاسع عشر. كانت وفاة هاو عام 1876 بمثابة حزن كبير لها. ولكن قبل وفاته قام باتخاذ الترتيبات اللازمة لضمان أمنها المالي في المدرسة لبقية حياتها. في عام 1887 تم الاحتفال بيوبيلها هناك، ولكن في عام 1889 مرضت، وتوفيت في 24 مايو. دفنت في مقبرة دانا في هانوفر، نيو هامبشاير بالقرب من مزرعة عائلتها. تشير علامة مميزة إلى قبرها:
LAURA DEWEY BRIDGMAN
December 21, 1829 – May 24, 1889
DEAF DUMB AND BLIND

FROM TWO YEARS OLD
EDUCATED AT THE PERKINS INSTITUTION

SOUTH BOSTON MASSACHUSETTS

## الإرث
اشتهرت بريدجمان بشبابها كمثال لتعليم الشخص الأصم. كانت والدة هيلين كيلر، كيت كيلر، تقرأ ما كتبه ديكنز في American Notes، وكانت مصدر إلهام لها سعت وراء النصيحة التي أدت إلى تعيينها لمدرسة ولتلميذة سابقة من نفس المدرسة، آن سوليفان. تعلمت سوليفان الأبجدية اليدوية في مؤسسة بيركنز والتي بدورها علمتها لهيلين، كما أعطتها دمية ترتدي ملابس خيطتها بريدجمان بنفسها.
•	تم ذكر حالة بريدجمان في الرواية الفرنسية La Symphonie Pastorale من تأليف أندريه جيد.
•	سميت سفينة بضائع باسمها تكريما لها.
•	في عام 2014، تم نشر قصة خيالية مستوحاة من حياة بريدجمان، بعنوان: «ما هو مرئي What Is Visible»، تأليف: كيمبرلي إلكينز Kimberly Elkins.
•	في فيلم Room لعام 2015، تظهر صورة لورا بريدجمان على الحائط.